# Donna Halewich
Donna Halewich es una deportista canadiense que compitió en taekwondo. Ganó dos medallas de bronce en el Campeonato Panamericano de Taekwondo en los años 1988 y 1992.

## Palmarés internacional
| Campeonato Panamericano | Campeonato Panamericano           | Campeonato Panamericano | Campeonato Panamericano |
| Año                     | Lugar                             | Medalla                 | Categoría               |
| ----------------------- | --------------------------------- | ----------------------- | ----------------------- |
| 1988                    | Lima (Perú)                       | Medalla de bronce       | –60 kg                  |
| 1992                    | Colorado Springs (Estados Unidos) | Medalla de bronce       | –60 kg                  |